# Альте Вааге (Лейпциг)
Альте Вааге (нем. Аlte Waage — «старые весы») — ренессансное здание в центре Лейпцига, построенное для лейпцигской палаты мер и весов в 1555 году на северной стороне Рыночной площади (нем. Markt) зодчим Хиеронимусом Лоттером и его помощником Паулем Шпеком.
Во время Лейпцигской ярмарки весь предлагаемый к продаже товар взвешивался и облагался пошлиной. С 1661 по 1712 гг. в Альте Вааге располагалась курфюршеская почта. В 1820 году палата мер и весов переехала в другое здание, и с этого времени здание называют «Старыми весами». Позднее Альте Вааге служила в качестве торгового дома, с 1917 года в здании располагалась дирекция Лейпцигской ярмарки. В 1924 году в здании располагался радиоузел «Среднегерманского радио» (нем. Mitteldeutscher Rundfunk). 4 декабря 1943 года здание было полностью разрушено в результате воздушного налёта на Лейпциг. В 1964 году здание было восстановлено, и в нём разместилось бюро путешествий. С 1996 года здание находится в собственности одной из страховых компаний.
В трёхэтажном здании есть подвальный и два мансардных этажа. Фасад Альте Вааге, обращённый к Рыночной площади, является реконструкцией оригинального фасада в стиле ренессанс с четырёхступенчатым фронтоном с мотивом волюты и солнечными часами. Восточная сторона, выходящая на улицу Катариненштрассе (нем. Katharinenstraße), выглядит современно.